# Хакимзянов, Игорь Евгеньевич
И́горь Евгеньевич Хакимзя́нов (также Какидзя́нов; род. 25 июля 1980) — первый министр обороны подконтрольной России Донецкой Народной Республики с 10 апреля по 7 мая 2014 года.
7 мая 2014 года арестован украинскими властями в Мариуполе, 15 сентября 2014 года освобождён в рамках обмена пленными.
Находится под персональными санкциями ЕС с 14 марта 2020 года, Великобритании — с 31 декабря 2020 года, Украины — с 24 июня 2021 года.

## Биография
В 1997 году Хакимзянов окончил среднюю школу № 87 в Сочи, до 1998 года учился в Краснодарском высшем военном авиационном училище лётчиков. После получения травмы в ДТП был уволен из армии в запас в августе 1999 года. В 2001 году переехал на Украину, был предпринимателем. В 2010 году заочно закончил Донецкий национальный университет, работал в сфере промышленного альпинизма.
С января 2014 года активный участник Донецкого Антимайдана, организовал «Народно-патриотическое движение». После провозглашения ДНР с 7 апреля руководил формированием силового блока Республики.
10 апреля 2014 года участники протестной акции в Донецке, под контролем которых находилось здание областной государственной администрации, заявили о формировании собственной народной армии, командующим которой был назначен Игорь Хакимзянов.
Включён в список физических и юридических лиц, в отношении которых Евросоюз ввёл санкции из-за их причастности к дестабилизации на Украине; санкции вступили в силу 12 мая 2014 года.
Арест и обмен (2014)
В ночь с 6 на 7 мая 2014 года возле блокпоста в районе Мангуш произошёл бой между сепаратистами и бойцами батальона милиции спецназначения «Азов», который продолжался более часа. Как заявил помощник главы МВД Украины Антон Геращенко, Игорь Хакимзянов с подчинёнными ему сепаратистами устроил засаду на колонну спецбатальона «Азов», возглавлял которую известный националист Сергей Коротких. На выезде из Мариуполя, возле посёлка Мангуш, милиционеры, по словам чиновника, «попали под шквальный огонь автоматов и пулемётов». В результате боя министр обороны ДНР Игорь Хакимзянов был взят в плен и с этого момента фактически перестал исполнять обязанности. При этом ни один украинский военнослужащий не пострадал. Напротив, бойцы сами окружили окруживших их сепаратистов и взяли троих пленных, в том числе Хакимзянова.
И. о. главы МВД Арсен Аваков после задержания сообщил, что Хакимзянов транзитом через харьковский аэропорт доставляется «в один из соседних городов на удержание и доследование».
Допрос осуществлял лично Олег Ляшко, назвая при этом Хакимзянова «террористом из Горловки». Видео допроса было распространено в Интернете. Международная правозащитная организации Amnesty International заявила о том, что, по её мнению, действия Олега Ляшко и его вооружённых сторонников, включающие похищения и жестокое обращение с людьми, являются вопиющим нарушением международно-правовых норм, в которых чётко указано, что только уполномоченные власти могут проводить аресты и задерживать людей. Также организация фиксировала то, что украинские власти не расследуют должным образом нарушения прав человека и не привлекают нарушителей к ответственности. По мнению организации, при учёте чрезвычайных обстоятельств, с которыми столкнулась Украина, то, что виновные продолжают пользоваться безнаказанностью, ещё больше подрывает принцип верховенства закона.
Игорю Хакимзянову было предъявлено обвинение в организации нападения на Мариупольскую воинскую часть, 16 апреля, и покушения на убийство милиционеров. По уголовному кодексу Украины за покушение на убийство, в котором обвиняют Игоря Хакимзянова, ему грозит до 10 лет тюрьмы.
15 сентября 2014 года Игорь Хакимзянов был возвращён в ДНР путём обмена на пленного солдата ВСУ. В ноябре был внесён в «чёрный список» ЕС. Был советником председателя Нарсовета Б.Литвинова. В декабре 2014 года вступил в казачье ополчение ДНР.
Дальнейшая деятельность
О дальнейшей судьбе Хакимзянова после освобождения в СМИ долгое время не сообщалось, пока 15 марта 2015 года он не дал подробное интервью журналистам, выложенное в тот же день на youtube, где он сообщил, что в настоящий момент является заместителем командира одного из батальонов вооружённых сил ДНР. Был командиром 2 базы Казачьего Союза Области Войска Донского. Вступил в Компартию ДНР, присутствовал на её III съезде в Донецке 16 июля 2016 года.
В сентябре 2018 года подал документы в ЦИК республики для участия в выборах 11 ноября на пост главы ДНР. Получил ожоги и контузию во время взрыва на съезде компартии в Донецке 29 сентября 2018 года и был вынужден снять свою кандидатуру с выборов.